# فرن الأمواج الصغرية

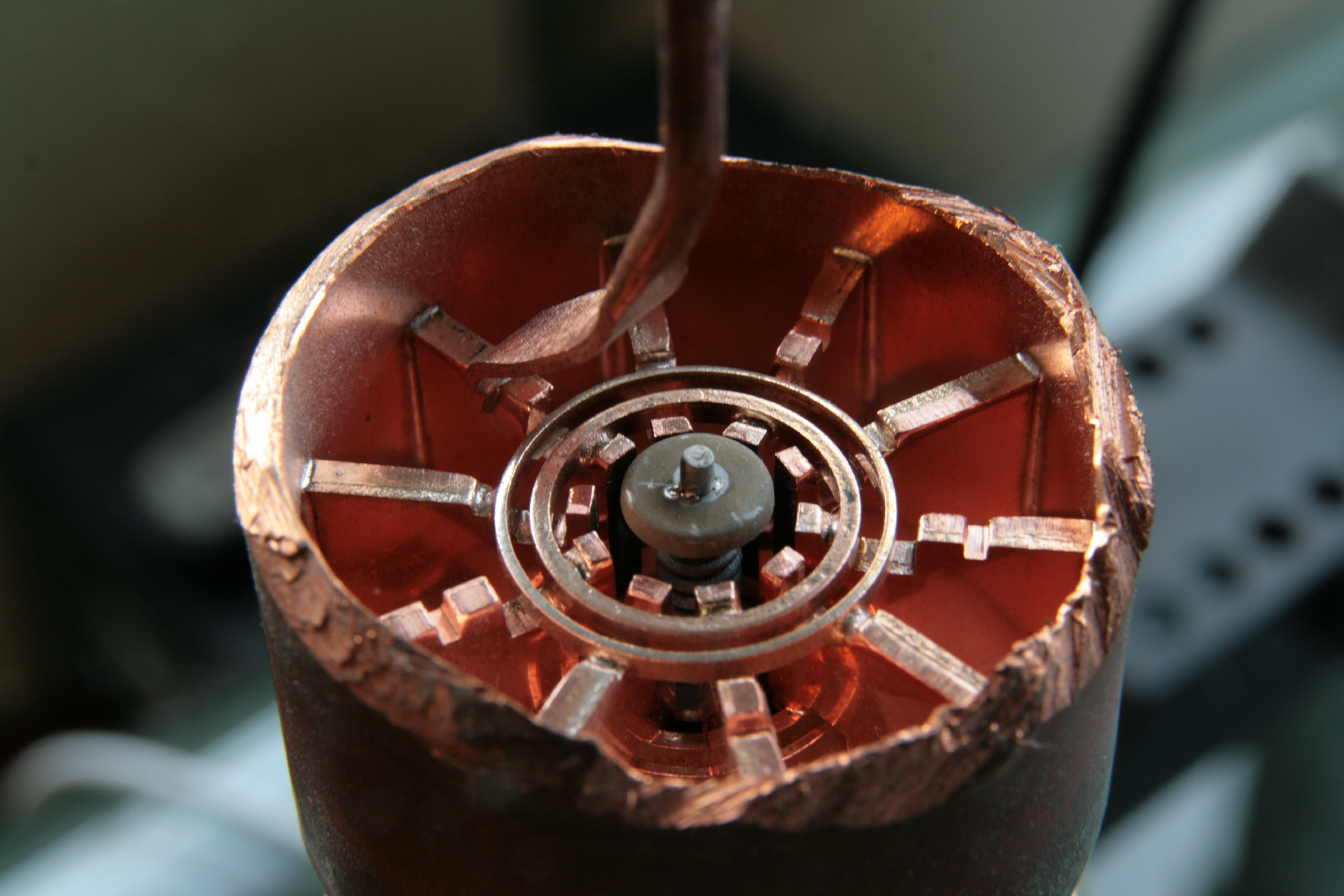
مقطع من رأس مغنيطرون الذي يطلق أشعة الأمواج الصغرية الكهرومغناطيسية في فرن الأمواج الصغرية.

فرن الأمواج الصُّغْرِيَّة (بالإنجليزية: Microwave oven) هو أحد الأجهزة الكهرومنزلية التي تستعمل للطهي أو لتسخين الطعام عن طريق التدفئة العازلة. حيث يستعمل هذا الفرن أشعة الأمواج الصغرية، إذ أنها تعمل على تسخين المواد الغذائية فقط على عكس الأفران التقليدية، وذلك لتسخين الماء والجزيئات المشابهة الأخرى القابلة للاستقطاب داخل الغذاء. هنا يتم التسخين بالتساوي بين داخل الغذاء وخارجه بسبب نفاذ أشعة الأمواج الصغرية داخل الغذاء، بعكس التسخين التقليدي الذي يتم من الخارج إلى الداخل سواء عند طهي الغذاء أو اللحم أو بطريقة الشواء. فطريقة التسخين بفرن الأمواج الصغرية تؤدي إلى تسخين الطعام بصورة كافية في جميع أنحاءه سواء في الداخل أو الخارج آلياً.
أفران الأمواج الصغرية الأساسية تعتبر من تكنولوجيات القرن العشرين لما توفره من سرعة في تحضير الطعام وتسخينه وكفائته العالية في توفير الطاقة المستخدمة، ولكن لا تحمر أو تخبز الغذاء مثل الأفران التقليدية. هذا يجعلها غير صالحة لطبخ بعض الأطعمة، ويمكن إضافة أنواع من مصادر الحرارة إلى تعبئة فرن الأمواج الصغرية. وكثيرا ما يدور التساؤل عن خطورة استخدام هذه الأجهزة على سلامة الإنسان.

## التسمية
يسمى فرن الأمواج الصُّغْرِيَّة أيضاً فرن الموجات الصُّغْرِيَّة أو فرن الميكروويف أو الفُرْنُ المُوَيْجِيُّ أو الفرن الميكروي.

## خواص الأمواج الصغرية
الأمواج الصغرية هي موجات كهرطيسية ذات أطوال موجية قصيرة نسبيًا. وتختار الأشعة منها المستخدمة في أفران الأمواج الصغرية بغرض إثارة اهتزازات الجزيئات. وتظهر هذه الإثارة بصفة خاصة في إثارة جزيء الماء الذي يوجد بكثرة في الأطعمة من خضروات ولحوم. ولا يسري التسخين عن طريق الامتصاص الرنيني لأحد الترددات الرنينية لجزيء الماء وإنما يحاول جزيء الماء كقطب ثنائي أن يتابع اهتزازات المجال الكهرطيسية المسلط عليه من الخارج وتنشأ الحرارة.
وبالمقارنة فإن أقل تردد رنيني لجزيء الماء يبلغ 23.22 جيجاهرتز، هذا التردد أعلى كثيرا من التردد المستخدم في فرن الأمواج الصغرية الذي يبلغ 2.45 جيجاهرتز فقط.
بذلك نتوصل إلى التوفيق بين عملية الامتصاص ونفاذية الأشعة في قطعة الطعام، فيكون التسخين ليس على السطح فقط كما يحدث في الأفران العادية التي تنتقل فيها الحرارة من السطح إلى داخل الطعام، ولكن بالأشعة الصغرية تنفذ في نفس الوقت داخل الطعام وتسخنه كله في آن واحد، ولذلك فلا يستغرق ذلك وقتا طويلاً.

## تاريخ فرن الأمواج الصغرية

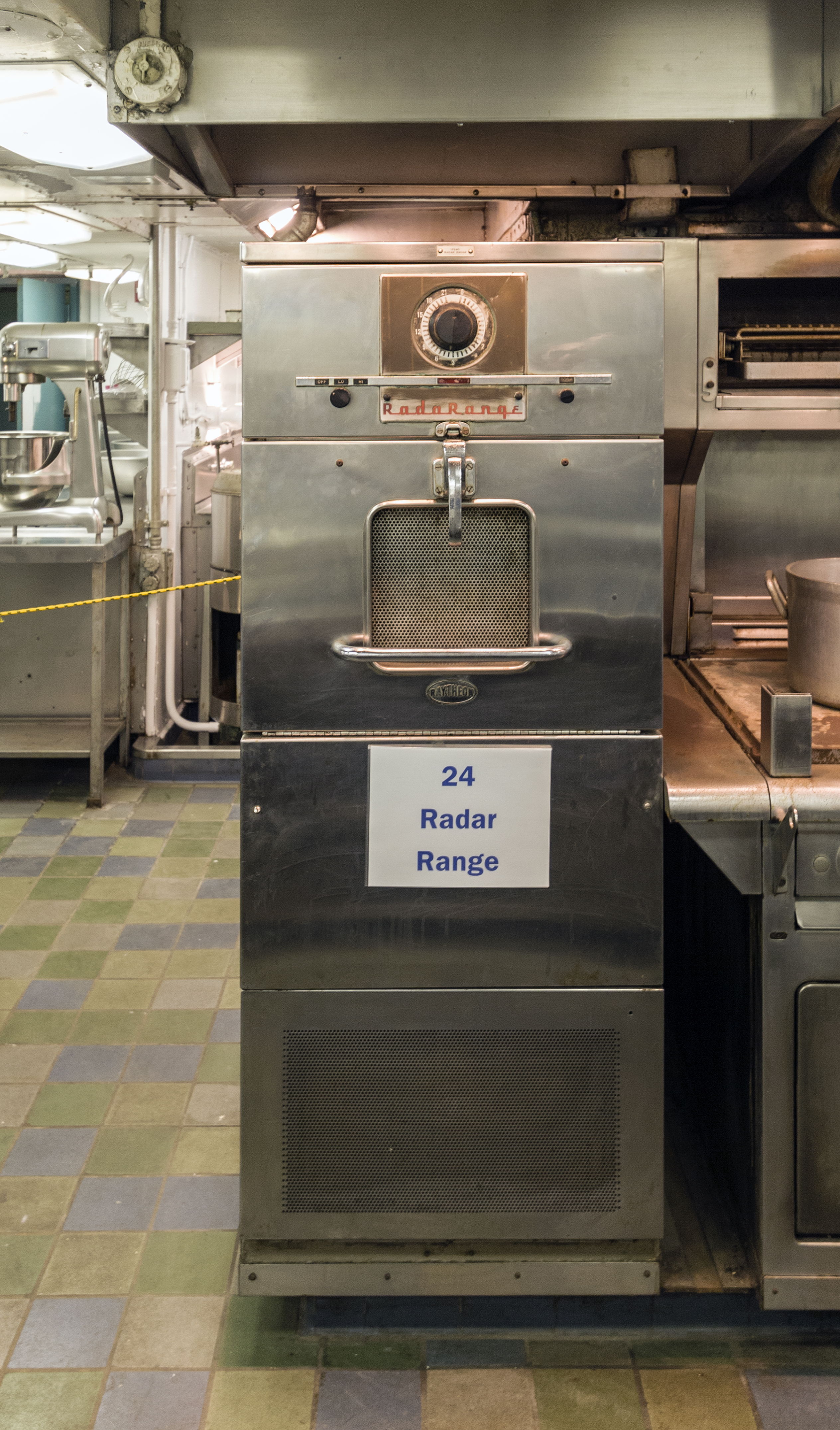
صورة "رادارينج"

عندما كان المهندس الأمريكي، ذاتي التعلُم، بيرس سبنسر منهمكاً في عمله بصناعة أحد أجهزة الرادار عام 1946 مد يده إلى جيبه باحثا عن شيء يأكله ففوجئ بأن قطعة الشوكولاته التي يحتفظ بها قد ذابت ولوثت ملابسه رغم أن الغرفة التي يعمل بها كانت باردة. وكان مصنع سبنسر يعمل مع شركة رايثون على تصنيع أجهزة رادار للجيش البريطاني، وعندما وجد سبنسر قطعة الشوكولاتة قد انصهرت وهو واقف بجوار صمام إلكتروني يشغل جهاز الرادار، ففكر أثناء عمله في سبب ذلك وأرسل في طلب كيس من بذور الذرة (البوشار) وأمسك بها بجوار الصمام الإلكتروني وخلال دقائق معدودة راحت حبات الذرة تنفجر وتتناثر في أرضية الغرفة.
وفي صباح اليوم التالي أحضر سبنسر غلاية شاي وبعض البيض معه إلى المعمل ثم قام بفتح ثغرة في جانب غلاية الشاي ووضع البيضة النية داخل الوعاء ثم صوب الفتحة بإتجاه الصمام وخلال بضع ثوان انفجرت البيضة وتناثر قشرها وما بداخلها إلى خارج الغلاية ملطخا وجه مهندسا أخر يقف بجواره.
تأكد سبنسر أن موجات الراديو القصيرة أو ما يسمى بالمايكروويف هي السبب وراء ذلك، وإذا كانت قد طهت البيض بهذه السرعة فلم لا تفعل نفس الشيء مع الأطعمة الأخرى؟
عرض سبنسر تجربته على المسؤولين في شركة رايثون الذين استقر رأيهم على إنتاج أجهزة طهي تعمل بالمايكروويف. وفي مطلع عام 1953م ظهر أول فرن بالمايكروويف في الأسواق وقد كان وزنه 350 كيلو جراما وحجمه ما يقارب حجم الثلاجة أما اسمه فكان (رادارينج) كما كان ثمنه 3000 دولار واقتصر استعماله على الفنادق والمطاعم وقطارات السكك الحديدية.
ثم طرأت تحسينات على مدى العقدين التاليين فصغر حجمه حتى أصبح من السهل وضعه في مطبخ المنزل وسعره معقولا ما يقارب ال 100 دولار في بعض أنواعه!

## التصميم الفني لفرن الأمواج الصغرية
يعتمد التصميم الفني للفرن على تركيبات متداخلة من الدوائر الكهربائية والأجهزة الميكانيكية لإنتاج وتنظيم الطاقة اللازمة لتسخين وطهي الطعام، وبصفة عامة فإن فرن المايكروويف يتكون من نظامين رئيسيين للتشغيل وهما وحدة التحكم ووحدة إنتاج الفولت العالي.
ومن هنا نستنتج من توضيح فكرة عمل المايكروويف أن لا أخطار من استخدامه حيث أن الأشعة المستخدمة هي أشعة الراديو التي تحيطنا والأشعة المنبعثة من الفرن لا تخرج خارجه كما أن نظام الحماية يوقف هذه الأشعة بمجرد فتح باب الفرن.

## خواص أشعة الميكرويف وفكرة عمل فرن الميكرويف
يستخدم فرن المايكروويف أشعة المايكروويف لتسخين الطعام الموضوع داخل الفرن، وللعلم فأن أشعة المايكروويف هي أمواج راديو ذات ترددات 2500 ميجا هرتز، وأمواج الراديو عند هذا التردد تمتلك خواص هامة هي:
الخاصية الأولى:
أن أشعة المايكروويف تُمتص بواسطة الماء والمواد الدهنية والمواد السكرية، وهذا يعني أن جزيئات تلك المواد التي تحتوي على الماء والدهون والسكريات تمتص هذه الأشعة من خلال ذرات وجزيئات تلك المواد وامتصاص هذه الأشعة تكسبها طاقة تجعلها تتذبذب بدرجة كبيرة مما تتصادم مع بعضها البعض وتنتج حرارة التسخين اللازمة لطهيها.
الخاصية الثانية:
أن المواد البلاستيكية بجميع أنواعها والمواد الزجاجية والسيراميك والفخار لا تمتص أشعة المايكروويف ولا تتأثر بها وهذا يعني أنها لن ترتفع درجة حرارتها، أما المواد المعدنية اللامعة مثل الألومنيوم فيعكس تلك الاشعة والتي يحظر استخدامها في المايكروويف.

## كيف يقوم بتحويل الكهرباء إلى حرارة؟
1- في داخل صندوق المايكروويف غلاف معدني قوي جدا، وهناك مولد المايكروويف يسمى «الماغناطرون»، وعندما يبدأ الطهي، يبدأ هذا المولّد بأخذ الكهرباء وتحويلها إلى قوة عالية وموجات عالية التردد.
2- الماغناطرون يقوم بتفجير هذه الموجات في المكان الذي يوجد به الطعام من خلال مسار مخصص لهذه الموجه.
3- بينما يبقى الطعام في مكانه، تدور أشعة المايكروويف ببطئ لتطهيه بشكل متساوٍ.
4- ترتد هذه الموجات داخل الغلاف المعدني مجيئاً وذهاباً كالضوء تماماً، مستبعداً الزجاجة الخارجية التي تظهر الطعام من خارج الجهاز فهي لا ترتد اليه ببساطه، وكما تخترق موجات الراديو الجدران، تستطيع
أشعة المايكروويف ان تخترق الطعام، فتتحرك الجزيئات داخل الطعام، وزيادة حركة الجزيئات يعني ارتفاع درجة الحرارة «طردياً»
5- كما سبق في الخطوة السابقة، زيادة حركة الجزيئات تعني زيادة درجة الحرارة «طردياً» وبالتالي فالطعام سيصبح ساخناً.

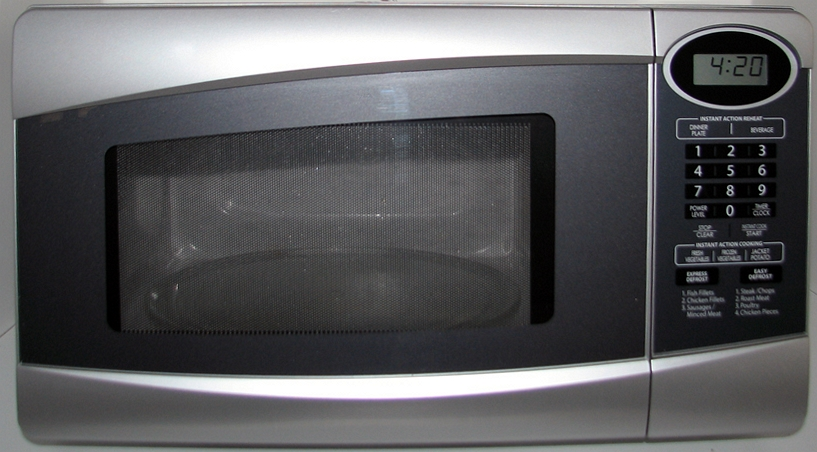
فرن ميكرويف

## التاريخ
في عام 1945، وأثناء القيام ببعض الأبحاث الخاصة بالرادارمع شركة.رايثيون، لاحظ المهندس الأمريكي.بيرسي سبنسر percy spencer حينما كان يختبر صماما مفرغا يسمى المجنترون.صمام مغناطيسي إلكتروني
ان الشوكولاتة التي كانت في جيبه تعرضت إلى حرارة ما جعلها تتعرض للذوبان، لم يفهم السبب في البداية فتعمد وضع حبات من القمح بجانب هذا الصمام، فاذا بالفشار الناضج يتناثر في ارجاء معمله.وانكشف له الأمر بجلاء حينما وضع بيضة بجانب المجنيترون، ولاحظ الضغط الهائل عليهاوالذي أدى إلى انفجار صفارها في وجهه.
وتوصل سبنسر إلى أن تعرض هذه الأشياء إلى كثافة بسيطة من اشعة الميكرويف ادت إلى ذلك، واشار إلى إمكانية حدوث هذه الظاهرة مع أي نوع من الطعام.بدات التجارب وطور سبينسر صندوقا معدنيا له فتحة صغيرة تسمح بدخول اشعة المايكروويف وتمنع الحرارة من الهروب.وكانت بذلك واحدة من أكبر صناعات القرن العشرين، والتي بدات تاخذ اشكالا عديدة.في عام 1947، قامت الشركة ببناء رادارانج، أول فرن ميكرويف في العالم. كان تقريبا 1.8 متر (5.9 قدم) طويل، وثقيل 340 كيلوغرام (750 رطل) حتى وصل فرن الميكرويف إلى ما هو عليه الآن حيث أن الفرن الجديد تم عرضة في معرض تجاري في شيكاغو، وساعد على البدء في النمو السريع لسوق أفران الميكرويف المنزلية. حجم المبيعات لصناعة الولايات المتحدة من 40,000 وحدة في عام 1970 ارتفع إلى مليون بحلول عام 1975. اختراق الأسواق في اليابان، التي كانت قد عملت علي بناء وحدات أقل تكلفة عن طريق إعادة هندسة المغناطيسية الأرخص، وكان أسرع.
انضمت العديد من الشركات الأخرى في السوق، ومنذ فترة معظم الأنظمة تم بناؤها من قبل مقاولي الدفاع، الذين كانوا أكثر دراية بالمغناطيسية. شركة ليتون كانت معروفة جيدا وخاصة في المطاعم.و بحلول أواخر 1970 التكنولوجيا تحسنت إلى درجة أن الأسعار انخفضت بشكل سريع. غالبا ما تسمى «أفران الالكترونية» في 1960، في وقت لاحق أصبح اسم «أفران الميكرويف» موحد، وغالبا ما يشار إليها الآن بشكل غير رسمي بأنها «الميكرويف». سابقا وجدت الافران في التطبيقات الصناعية الكبيرة، والآن وعلى نحو متزايد أفران الميكرويف أصبحت أساسية علي مستوى معظم المطابخ. والانخفاض السريع في سعر المعالج ساعد أيضا في إضافة عناصر التحكم الإلكترونية لجعل الأفران سهلة الاستخدام. [بحاجة لمصدر] بحلول عام 1986، نحو 25 ٪ من الأسر في الولايات المتحدة تمتلك المايكرويف، وسجلت ارتفاعا إلى حوالي 1 ٪ فقط في عام1971  وتشير التقديرات الحالية أن أكثر من 90 ٪ من الأسر الأميركية لديها افران المايكرويف.

## المبادئ
فرن الميكرويف يعمل الإشعاع غير المؤين للموجات الدقيقة وعادة ما يكون التردد 2.5 GHz، عندما نقوم بطهي الطعام باشعة الميكرويف فان هذه الأمواج تمتص بواسطة جزيئات الماء والدهون المكونة الطعام.
تزداد حركة الجزيئات بزيادة طاقة الميكرويف إذ ترتفع درجة حرارة كل جزيئات الطعام في نفس الوقت وبنفس الدرجة، حيث يكون ذلك من خلال إثارة جزيئات الماء مثلا المكونة له واحتكاكها مع بعضها البعض، تدعى هذه العملية التدفئة العازلة حيث تكون جزيئات الماء ثنائية الأقطاب، لديها شحنة موجة واحدة على ذرة الهيدروجين وشحنة سالبة واحدة على ذرة الاوكسجين وعندما تمر موجات الميكرويف فان جزيء الماء الموجود في الغذاء يحاول أن يوازن موضعه مع المجال الكهربائي لموجات الفرن التي تتحرك 915 أو 2450 مليون مرة بالثانية (حسب نوع فرن الميكرويف). ويقوم فرن الميكرويف بطهي الطعام من الداخل إلى الخارج بعكس الافران التقليدية.

## التصميم

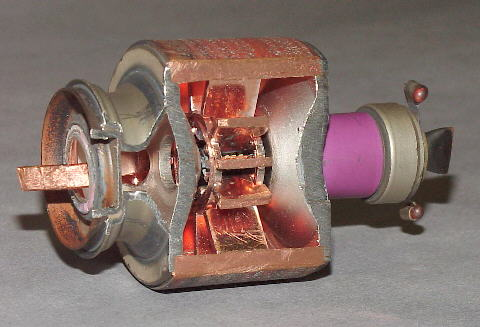
صورة للمجنيترون مع إزالة لقسم المغناطيس الذي لا يظهر

يعتمد التصميم الفني للفرن على تركيبات متداخلة من الدوائر الكهربائية والأجهزة الميكانيكية لإنتاج وتنظيم الطاقة اللازمة لتسخين وطهي الطعام.ان مصدر إنتاج الاشعة في الفرن هو المجنيترون وهو صمام أو انبوبة مفرغة تنتج اشعة يصل تذبذبها إلى 2450 MHz بقدرة تصل إلى 3 آلاف واط، ويوجه امواجه إلى قطعة معدنية متحركة لزيادة التاكد من التسخين يقابله مروحة تقوم بتشتيت الأمواج في الحجرة التي تكون مصنوعة من المعدن تعكس الاشعة على مختلف اوجه الغرفة، يوضع الطعام على وعاء دائري متحرك حتى يتاكد من توزيع الاشعة على كافة الطعام، غرفة الطعام في حد ذاتها هي قفص فاراداي الذي يمنع الموجات من الهروب في البيئة.وكذلك باب الفرن عادة ما يكون لوحة من الزجاج لتكون المشاهدة سهلة، ولكن لديه طبقة من شبكة التوصيل للحفاظ على التدريع لأن حجم الثقوب في العيون هو أقل بكثير من الموجات الطويلة، يمكن القول أن معظم اشعة الميكرويف لا تمر من خلال الباب كما توجود لوحة تحكم بجانب الغطاء الزجاجي.
بصفة عامة يتكون فرن الميكرويف من نظامين رئيسيين للتشغيل هما وحدة التحكم، وحدة إنتاج الفولط العالي

### وحدة التحكم
تتكون من مؤقت إلكتروني ومنظم للطاقة الكهربائية وأجهزة الامان فعندما يمر التيار الكهربائي من مصدر الطاقة عبر الأسلاك إلى داخل الفرن فتعترضه سلسلة من الفيوزات والدوائر الكهربائية المصممة لابطال عمل الفرن ذاتيا عند حدوث خلل كهربائي أو أي عطب آخر.

### وحدة إنتاج الفولت العالي
بعد مرور التيار الكهربائي والتاكد من سلامة الأجهزة التشغيلية بالفرن تقوم وحدة إنتاج الفولط العالي والمكثف بمضاعفة الفولط الناتج من 115 فولط إلى 3000 فولط تقريبا، وعندئذ تقوم وحدة المجنيترون بطريقة ديناميكية إلى تولد ذبذبات موجية ذات قوة عالية والمعروفة بالموجات الكهرومغناطيسية تنتقل بدورها عبر قناة معدنية تغذي منطقة الطهي ويتم توجيه هذه الموجات إلى الطعام من جميع الجهات إما عبر انعكاسها من السطح المعدني أو الجدران الداخلية للفرن وتظل هذه الموجات داخل الفرن طوال فترة التشغيل التي تم اختيارها حسب نوع وكمية الطعام وعندما ينتهي الوقت المحدد أو عند فتح باب الفرن تتوقف هذه الوحدة تلقائيا من خلال تطبيق مبدأ السلامة وثانيا لكي لا يصل الطعام إلى درجة فقدان الماء منه ويحترق.

### الأحجام
*المضغوط:
يعتبر من أصغر أنواع أفران المايكروويف وبذلك هو الأكثر استعمالا إذ تعتبر أبعاده كما يلي:
الطول:50 سنتمتر.
العرض:35 سنتمتر.
الارتفاع حوالي 30 سنتمتر.
وتصنف هذه الأفران حسب طاقة التشغيل حيث تكون الطاقة تتراوح بين 500 و1000 واط، يستخدم هذا النوع من الأفران عادةً في تسخين الطعام وصنع الوجبات الصغيرة والخفيفة (الفشار) واستيعاب حوالي 28 لتر كأقصى حد، وهي غير مصممة لطهي كميات كبيرة من الطعام كما يقدر سعرها بحوالي 100 دولار أمريكي.
*متوسط القدرة:
هذه الافران أكبر من سابقتها (المضغوط) تستوعب من 30 إلى 45 لتر، اين تتراوح طاقة التشغيل ما بين 100 و1500 واط، تستخدم للطبخ العائلي وتسمى بميكرويف الاسرة.
*الافران ذات القدرة الكبيرة:
مصمم هذا الميكرويف لأغراض طهي الوجبات الكبيرة وهي افران ذات قدرة كبيرة كوجبات تحميص الديك الرومي، وتستخدم الطريقة الالية في الطبخ حيث أنها تستوعب حوالي 60 لتر، اما الابعاد فهي كالتالي:
الطول:50 سنتمتر
العرض:50 سنتمتر
الارتفاع:30 سنتمتر
**المدمج:
يعتبر هذا الميكرويف الأكثر كلفة من الافران السابقة إذ لديه خصائص كثيرة فهو مصنوع من الفولاذ المقاوم للصدأ، مثل رادارانج الأصلي
**المحمول:
و هو اصغر من الأنواع السابقة الذكر فقياساته على النحو التالي:
الطول:38 سنتمتر
العرض:25 سنتمتر
الارتفاع:28 سنتمتر
صمم بهذا الشكل لتسهيل نقله إذ يعمل بمصدر طاقة الشاحن الموجود بالسيارة أو من البطارية مباشرة.وهناك تجريب جديد لهذه الافران إذ تختبر بعض الشركات مداخل usb لإمداده بالطاقة من أجهزة الكمبيوتر لاستخدامه في المكتب، ولديه طاقة تشغيل اقل نسبيا حوالي 300 واط أي يأثر سلبا على المستعمل إذ ياخذ وقت طويل في الطهي.

## الاستخدامات
أفران الميكرويف تستخدم عادة لتحقيق الكفاءة في ربح الوقت في كل من التطبيقات الصناعية مثل المطاعم والمنازل وليس لجودة الطبخ فيها، وعلى الرغم من أن بعض الوصفات الغذائية التي تطهى باستخدام أفران الميكرويف لا يمكنها ان تنافس بعض الوصفات التي تستخدم المواقد والأفران التقليدية. الطهاة المحترفون عموما يجدوا ان أفران الميكرويف ذات فائدة محدودة بسبب انها لا تحمرالطعام، فيها الكرمل، والنكهة التي تعزيز الشكل لا يمكن أن تحدث نتيجة لمدى درجة الحرارة. من ناحية أخرى، الناس الذين يريدون الطهي السريع يمكنهم استخدام أفران المايكروويف لإعداد الطعام أو لتسخين المواد الغذائية المخزنة (بما في ذلك الأطباق التجارية المجمدة قبل طهي) في بضع دقائق فقط. أفران المايكرويف يمكن أن تستخدم أيضا لتذويب العناصر التي سيتم لاحقا طبخها بالطرق التقليدية، وبذلك ينخفض الوقت الذي يستغرقه لتذويب الأطعمة بشكل طبيعي. أفران الميكرويف هي أيضا مفيدة لتخفيف بعض المهام التي يمكن تنفيذها بالافران التقليدية المرهقة في الطبخ، مثل تليين الزبدة أو ذوبان الشوكولاته.

## الكفاءة
المايكرويف يحول جزء فقط من مدخلاتها الكهربائية إلى طاقة الميكرويف. نموذج المايكرويف يستهلك 1100 واط من الكهرباء المنتجة في 700 واط من الطاقة الميكرو
ويف، وكفاءة 64٪. و400 واط تبدد كحرارة، ومعظمها في أنبوب المغنطرون. قوة إضافية تستخدم لتشغيل المصابيح ومحولات التيار المتردد، المغنطرون مروحة تبريد، والغذاء أسطوانات المحرك ودوائر التحكم. هذه الحرارة الضائعة، جنبا إلى جنب مع الحرارة من المواد الغذائية، تم استنفاد الهواء الساخن من خلال فتحات التبريد.
وهناك اعتبار لتقييم كفاءة فرن الميكرويف هو تقييم كيف تهدر الكثير من الطاقة باستخدام أشكال أخرى من الطبخ. على سبيل المثال، عند تسخين الماء لاحتساء فنجان قهوة، فرن الميكرويف تسخن كوب فقط من المياه نفسها. وعند استخدام غلاية، تسخن غلاية نفسها بالإضافة إلى المياه، بالإضافة إلى أن المياه الاضافية تركت بعد ذلك في غلاية، على الرغم من الغلايات الكهربائية اغلاق تلقائيا بمجرد الماء المغلي. تبعا لحجم غلاية وكمية المياه الزائدة والكفاءة في أفران الميكرويف يمكن أن تكون قابلة للمقارنة، ولو كان فقط المطلوب من المياه تستخدم الغلايات الكهربائية بصورة عامة أكثر كفاءة.
الطهي في أفران التدفئة التقليدية ينطوي على الهيكل الداخلي للفرن والهواء لأنه يحتوي على درجة الحرارة الطهي، بالإضافة إلى ذلك، فإنه ينطوي على أن الحفاظ على درجة حرارة ضد خسائر الإشعاعي للحرارة لوقت أطول مما هو معتاد مع فرن الميكرويف. كفاءات أساليب الطهي التقليدية قد يكون من الصعب تحديد كمية ولكن تميل إلى أن تكون أقل.

## مزايا وعيوب أفران الميكرويف
إن لأي جهاز في هذه الحياة محاسن ومساوئ ومن بينهم أفران الميكرويف.
- المزايا:

تمتاز أفران الميكرويف على الأفران التقليدية بمرور أشعة الميكرويف فيها بسرعة خلال الأواني المصنوعة من الزجاج، الورق، الخزف والبلاستيك دون أن تتأثر هذه الأخيرة أو تأثر على الطعام الموجود فيها. الإناء المخصص لهذه الأفران أثناء عملية الطبخ أو التسخين لا نجده ساخنا جدا، إذ يمكن مسكه باليد لإخراجه من الفرن دون الإحساس بحرارة شديدة بينما يكون الطعام داخله على درجة حرارة غليان الماء، ويمنع استعمال الأواني المعدنية داخل هذه الأفران.
تحدث عملية الطبخ للأغذية بسرعة على درجات حرارة داخل الفرن تتراوح بين (180-200°مـ) أو أكثر بواسطة عمليات الحمل الحراري، كما يفيد وجود الماء في الطعام على توزيع الحرارة داخله، مما يجعل طريقة الطبخ فيها تستغرق وقتا قصيرا وبالتالي تقلل حدوث فقد كبير في المكونات الغذائية للطعام.
- العيوب:

يمكن تلخيص عيوب افران الميكرويف على النحو التالي:
- تكون عملية التسخين في الاغذية الصلبة غير منتظمة بواسطة هذه الافران، لان التسخين فيها يعتمد على ذبذبات جزيئات السوائل الموجودة في الاغذية بواسطة هذه الاشعة يؤدي إلى بقاء بعض الجراثيم المسببة لفساد الطعام.[13]
- عدم قدرتها على تلوين سطح اللحوم وغيرها باللون البني المرغوب خلال عملية الشوي كالذي يحدث داخل الأفران العادية، لكن أصبح بالإمكان التغلب على ذلك في أفران الميكرويف الأحدث عن طريق دفع تيار من الهواء داخل الفرن واستعمال الأشعة تحت الحمراء ذات التأثير الحراري التي يمكن بوساطتها تحمير سطح اللحوم والخبز بشكل يشبه ما يحدث في الأفران التقليدية.

### خصائص التسخين
في المايكرويف، قد يكون الطعام ساخنا لفترة قصيرة من الوقت الذي يتم طهيها بشكل غير متساو، حيث الحرارة يتطلب وقتا لنشرها عن طريق الطعام، والموجات الدقيقة تخترق فقط إلى عمق محدود. أفران الميكرويف كثيرا ما تستخدم إعادة تسخين الطعام المطهي في السابق، والبكتيريا والتلوث قد لا يكون قتل إذا لم يتم التوصل درجة الحرارة الآمنة، مما أسفر عن الأمراض التي تنقلها الأغذية، كما هو الحال مع جميع وسائل إعادة تسخين.
تفاوت التدفئة في غذاء المايكرويف يمكن أن يعزى ذلك جزئيا إلى أن التوزيع غير متكافئ لطاقة الميكرويف داخل الفرن، ويعزى ذلك جزئيا إلى اختلاف معدلات امتصاص الطاقة في أجزاء مختلفة من المواد الغذائية. المشكلة الأولى هي خفض مقدار النمام، وهو نوع من المروحة التي تعكس طاقة الميكرويف إلى أجزاء مختلفة من الفرن لأنها تدور، أو الدوائر التي تحول الأغذية؛ الأقراص الدوارة، ومع ذلك، قد لا تزال تترك بقع، مثل المركز من الفرن، والتي تتلقى تفاوت توزيع الطاقة. موقع البقع الميتة والبؤر الساخنة في الميكرويف يمكن تعيينها عن طريق وضع قطعة رطبة من مناديل الطعام يطلق عليها علمياً Thermal Fax Paper في الفرن. عندما تخضع الورقة المشبعة بالمياه لاشعاع الميكرويف تصبح ساخنة بما يكفي للتسبب في ظهور الصباغة التي ستوفر التمثيل البصري للأفران الميكرويف. الطبقات المتعددة من الورق شيدت في الفرن مع مسافة كافية بينهما خريطة ثلاثية الأبعاد يمكن أن تنشأ. إيصالات تخزين كثيرة مطبوعة على الورق الحراري الذي يسمح ان يكون من السهل القيام به في المنزل.
والمشكلة الثانية هي نتيجة للتركيبة الأغذية والهندسة، ويجب التصدي لها من قبل عن طريق ترتيب طهي الطعام بحيث تمتص الطاقة بشكل متساو، واختبار بشكل دوري التدريع أي أجزاء الطعام التي اسخن. في بعض المواد مع الموصلية الحرارية المنخفضة، حيث تكون عازلة زيادات مستمرة مع درجة الحرارة، ويمكن أن يسبب تسخين الميكرويف والهروب الحراري. في ظل ظروف معينة، يمكن للزجاج المعرض للهروب الحراري في فرن الميكرويف الذوبان. فيديو على يوتيوب
نتيجة لهذه الظاهرة، أفران الميكرويف وضعت في مستويات عالية للطاقة بل قد تبدأ لطهي حواف الأغذية المجمدة، في حين أن من داخل الغذاء لا تزال مجمدة. وهناك حالة أخرى يمكن للتدفئة المتفاوتة ملاحظتها في السلع المخبوزة التي تحتوي على التوت. في هذه البنود، التوت يمتص المزيد من الطاقة أكثر من الخبز الجاف المحيط وأيضا لا يمكن تبديد الحرارة بسبب الموصلية الحرارية المنخفضة للخبز. والنتيجة هي أن كثيرا من التسخين للتوت نسبية لبقية المواد الغذائية. مستويات منخفضة من الطاقة التي تعلم الصقيع "" وضع الفرن مصممة لإتاحة الوقت للحرارة التي ستدار من المناطق التي تمتص الحرارة بسهولة أكبر لتلك التي تمتص الحرارة ببطء أكثر. أكثر التدفئة ستجري من خلال وضع الطعام خارج مركز العلبة علي القرص الدوار بدلا من ضبطة في الوسط.
تسخين الميكرويف يمكن أن يكون متفاوتا حسب التصميم. بعض الحزم الميكروفية (ولا سيما الفطائر) قد تحتوي على رقائق خزف أو الألومنيوم التي تحتوي على المواد التي صممت لاستيعاب الموجات الدقيقة وتمتص الحرارة (وبالتالي تحويل الموجات الدقيقة إلى اقل اختراق الأشعة تحت الحمراء) الذي يساعد في تحضير الخبز أو قشرة بإيداع المزيد من الطاقة بسطحية في هذه المجالات. هذه البقع السيراميك الملصقة على الكرتون تتمركز بالقرب من الغذاء، وعادة ما تكون أزرق دخاني أو رمادي اللون، وعادة ما يمكن تمييزها بسهولة. كرتون تغليف الميكروفية قد يحتوي أيضا على بقع السيراميك التي تعمل بنفس الطريقة. المصطلح التقني لمثل هذه الموجات التي تمتص هو سيسبتور.

## الآثار المترتبة على المواد الغذائية وخواصها
ان أي شكل من أشكال الطبخ في الحقيقة سيدمر بعض المواد المغذية في الطعام، ولكن المتغيرات الرئيسية هي كمية المياه المستخدمة في الطبخ، ووقت طهي الطعام يكون مختصر، وعند أي درجة حرارة نريد. أفران الميكرويف تحول فيتامينB12 من عامل نشيط إلى خامل، وهذا يجعل ما يقارب من 30-40٪ من فيتامين B12 الموجودة في المواد الغذائية غير صالحة للاستعمال.
السبانخ تحتفظ كل احتياجاتها تقريبا من حامض الفوليك عند طهيها في افران الميكرويف ، بالمقارنة فإنه يفقد نحو 77 في المئة إذا طبخت في موقد (فرن تقليدي)، وذلك لأن الطعام على الموقد عادة ما يغلي ويصفي المواد المغذية. الخضر المطبوخة على البخار تحفاظ على المواد المغذية عند طهيها على قارورة غاز مما هو عليه في افران الميكرويف.

## الأخطار والأضرار

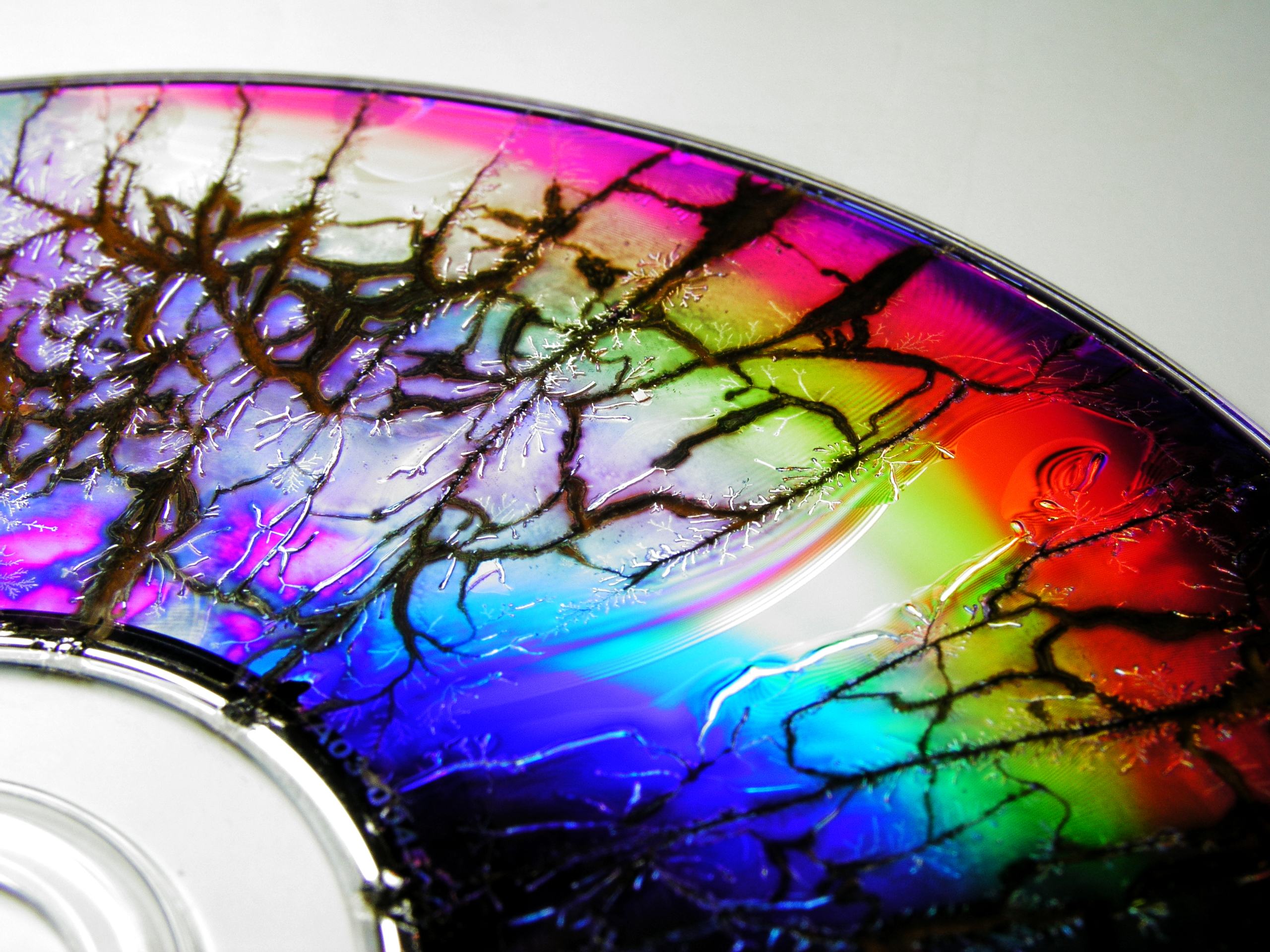
دي في دي المايكرويف الراديوية تظهر آثار التفريغ الكهربائي من خلال الفيلم معدنية

يحظر استخدام أفران الميكرويف في بعض الأحوال يمكن تلخيصها فيما يلي:
1. سلق البيض مع قشرته يؤدي إلى انفجاره داخل غرفة المكيروويف بسبب الضغط المتزايد من البخار.
2. التسخين في الأواني المغلقة كالزجاجات بالبايركس المقاوم للحرارة وما شابهها، فيجب فتحها قبل وضعها داخل هذا الفرن، وتستعمل أواني خاصة لطبخ الطعام أو شويه أو تسخينه كالزجاج والخزف وورق الزبدة، و(ورق الفاكس الحراري Thermal Fax Paper) الذي يستخدم في تنشيف الطعام وكذَلك يوجد حاويات طعام مقاومة للحرارة وتستعمل في تسخين الاطعمة ميكروييف يطلق عليها Plastic Microwave Food Container ويتم تصنيعها من مادة البولي بروبيلين التي تنصهر بدرجة حرارة 170°.[22]
3. يحظر وضع الاواني والأدوات المعدنية كالملعقة والشوكة أو السكين داخل الطعام لأنها ستسبب بحدوث شورت في الموجات الكهرومغناطيسية.[23]
4. الامتناع عن استعمال ورق الكتابة أو استعمال المناديل الورقية «الكلينكس» أو مناديل الحمام لأحتواءه على مواد كيميائية مسممة ومضره وانما استعمال ورق الطعام الحرارية المخصصة يشار إليها علمياً Plastic Microwave Food Container والأفضل عدم تسخين الطعام في هذا الورق لفترات طويلة وإلا سيتسبب الميكرويف باحراق الورق، يوصي ايضاً كحالة صحية بعدم استخدام ورق الالمنيوم بصوة عامة لتسببه بترك مواد مسرطنة على الطعام واعراض جانبية للجسم.
5. ضرورة التأكد من مكان وضع الطعام داخل الفرن بعيداً عن أداة التسخين التي تكون في جدار الفرن المقابلة إلى لوحة التحكم وذَلك بمسافة لا تقل عن سنتيمترين منها، لأنه يؤدي سيلان الدهون والزيوت من الطعام على أداة التسخين إلى إشعال النار داخل الفرن، كما ان اغلب الاطعمة تتفرقع وتطاير ولذا يسترعي وضع غطاء للآنية التي يوضع داخلها الطعام لذا يجدر الانتباه إلى ذَلك، وقد تصل درجة الحرارة داخل فرن الميكرويف خلال عمليات الشوي للحوم والدواجن إلى 200° مئوية أو أكثر ثم يحتفظ هذا الفرن بحرارته لمدة 15 دقيقة بعد صدور أصوات التنبيه فيه، ثم يتوقف عن العمل من تلقاء عن العمل نفسه إذا لم يفتح باب الفرن.
6. يحدث عند تسخين السوائل مثل الماء والقهوة والشاي والحليب داخل فرن الميكرويف تأخير في نقطة غليانها (100 درجة مئوية), ويمكن منع حدوث ذلك بوضع عمود من الزجاج أو ملعقة خاصة من البلاستيك في السائل المراد تسخينه، وتحتوي بعض هذه الأفران على صينية خاصة لوضع الطعام عليها وهي تدور عند تشغيله بالفترة الزمنية المحددة ثم تتوقف آلياً. ان السوائل عند تسخينها في المايكرويف في حاوية مع سطح أملس تصل إلى أعلى مستوياتها.[24][25][26]

1. المنتجات التي يتم تسخينها فترة طويلة جدا يمكن أن تشتعل فيها النيران. وإن كان هذا هو الأصل في أي شكل من أشكال الطهي والطبخ السريع وعدم مراقبة نتائج استخدام أفران الميكرويف يؤدي الي مخاطر إضافية كما أن الدليل الكتيبي لفرن الميكرويف كثيرا ما يحذرون فيه من مخاطر من هذا القبيل. لأن تجويف المايكرويف مغلق ومصنوع من المعدن.

تأثير طبقات الميكرويف المعدنية الرقيقة يمكن رؤيتها بوضوح على قرص مضغوط أو دي في دي (وخصوصا نوع ضغط المصنع). الموجات الدقيقة تحمل تيارات كهربائية في الفيلم المعدني الذي يسخن ويذيب البلاستيك في القرص، ويترك ندوبا واضحة على نمط متحد وشعاعي. كما يمكن أن يتضح من خلال وضع مقياس الإشعاع داخل غرفة الطبخ، وخلق بلازما داخل غرفة الفراغ.
خطر آخر هو صدى أنبوب المغنطرون نفسه. فإذا تم تشغيل فرن الميكرويف دون كائن لامتصاص الإشعاع، ستتشكل موجة دائمة. الطاقة تنعكس ذهابا وايابا بين الأنبوب وغرفة الطعام. هذا قد يؤدي إلى 'طبخ' الأنبوب نفسه ويحرق. وبالتالي المواد الغذائية المجففة، أو المواد الغذائية المغلفة بمواد معدنية، وهي إشكالية من دون أن تشكل خطرا واضحا.
يجب كسر عوازل السيراميك أو المغناطيسي ولا يمكن معالجته. ومن الواضح أن هذا يشكل خطرا إذا أصبح المايكرويف فعليا معطوبا، -أي تصدع السيراميك-.